# 올라 브래디
올라 브래디(Orla Brady, 1961년 3월 28일 ~ )는 아일랜드의 배우이다.

## 출연작
- 엠파이어 - 아티아
- 미스트리스 - 쇼번 디번
- 프린지 시즌 2~4 - 엘리자베스
- 심해원정대 오르페우스호 - 캐서린
- 신드바드 - 타린